# Hrabstwo Adams (Kolorado)

Piramida wieku hrabstwa

Hrabstwo Adams (ang. Adams County) to hrabstwo w stanie Kolorado w Stanach Zjednoczonych. Hrabstwo zajmuje powierzchnię 3 102,05 km². Według szacunków United States Census Bureau w roku 2006 liczyło 414 338 mieszkańców. Siedzibą hrabstwa jest Brighton.

## Miasta
- Brighton
- Bennett
- Commerce City
- Federal Heights
- Thornton
- Westminster

## CDP
- Berkley
- Derby
- North Washington
- Shaw Heights
- Sherrelwood
- Todd Creek
- Twin Lakes
- Welby